# Berta Kolokoltseva
Pour les articles homonymes, voir Kolokoltseva.
Albertina Iossifovna Kolokoltseva (en russe : Альбертина Иосифовна Колокольцева), dite Berta Kolokoltseva, née le 29 octobre 1937 à Kemerovo, est une patineuse de vitesse soviétique.

## Biographie
Aux Jeux olympiques d'hiver de 1964 à Innsbruck en Autriche, Berta Kolokoltseva remporte la médaille de bronze du 1 500 mètres à l'occasion de sa seule apparition à une grande compétition internationale.

## Records personnels
| Distance     | Temps        | Année |
| ------------ | ------------ | ----- |
| 500 mètres   | 46 s 4       | 1964  |
| 1 000 mètres | 1 min 35 s 6 | 1962  |
| 1 500 mètres | 2 min 23 s 7 | 1962  |
| 3 000 mètres | 5 min 17 s 5 | 1964  |